# Leptomesochra theodoridis
Leptomesochra theodoridis is een eenoogkreeftjessoort uit de familie van de Ameiridae. De wetenschappelijke naam van de soort is voor het eerst geldig gepubliceerd in 1966 door Soyer.